# McLaren MCL36
Chronologie des modèles (2022)
McLaren MCL35M McLaren MCL60
La McLaren MCL36 est la monoplace de Formule 1 engagée par l'écurie McLaren Racing dans le cadre de la saison 2022 du championnat du monde de Formule 1. Elle est pilotée par l'Australien Daniel Ricciardo, présent chez McLaren pour la deuxième année consécutive, et le Britannique Lando Norris, présent chez McLaren pour la quatrième année consécutive. 

## Résultats en championnat du monde de Formule 1
| Saison | Écurie          | Moteur                                                  | Pneus   | Pilotes          | Courses | Courses | Courses | Courses | Courses | Courses | Courses | Courses | Courses | Courses | Courses | Courses | Courses | Courses | Courses | Courses | Courses | Courses | Courses | Courses | Courses | Courses | Points inscrits | Classement |
| Saison | Écurie          | Moteur                                                  | Pneus   | Pilotes          | 1       | 2       | 3       | 4       | 5       | 6       | 7       | 8       | 9       | 10      | 11      | 12      | 13      | 14      | 15      | 16      | 17      | 18      | 19      | 20      | 21      | 22      | Points inscrits | Classement |
| ------ | --------------- | ------------------------------------------------------- | ------- | ---------------- | ------- | ------- | ------- | ------- | ------- | ------- | ------- | ------- | ------- | ------- | ------- | ------- | ------- | ------- | ------- | ------- | ------- | ------- | ------- | ------- | ------- | ------- | --------------- | ---------- |
| 2022   | McLaren F1 Team | Mercedes-AMG V6 turbo hybride F1 M13 E Performance 1.6L | Pirelli |                  | BAH     | SAU     | AUS     | EMI     | MIA     | ESP     | MON     | AZE     | CAN     | GBR     | AUT     | FRA     | HON     | BEL     | P-B     | ITA     | SIN     | JAP     | USA     | MEX     | SAO     | ABU     | 159             | 5e         |
| 2022   | McLaren F1 Team | Mercedes-AMG V6 turbo hybride F1 M13 E Performance 1.6L | Pirelli | Daniel Ricciardo | 14e     | Abd.    | 6e      | 18e     | 13e     | 12e     | 13e     | 8e      | 11e     | 13e     | 9e      | 9e      | 15e     | 15e     | 17e     | Abd.    | 5e      | 11e     | 16e     | 7e      | Abd.    | 9e      | 159             | 5e         |
| 2022   | McLaren F1 Team | Mercedes-AMG V6 turbo hybride F1 M13 E Performance 1.6L | Pirelli | Lando Norris     | 15e     | 7e      | 5e      | 3e      | Abd.    | 8e      | 6e      | 9e      | 15e     | 6e      | 7e      | 7e      | 7e      | 12e     | 7e      | 7e      | 4e      | 10e     | 6e      | 9e      | Abd.    | 6e      | 159             | 5e         |

Légende : ici 